# به پایین بتاب
به پایین بتاب دومین تک‌آهنگ آلبوم آی وی از گروه هوی متال گادسمک می‌باشد که در اواسط سال ۲۰۰۶ منتشر شد. شعر این ترانه توسط سالی ارنا نوشته شده است. این اولین آهنگ این گروه است که در آن ساز هارمونیکا مورد استفاده قرار گرفته شده.

## پدید آورندگان
- سالی ارنا : آواز، گیتار ریتم، هارمونیکا، تهیه‌کننده
- تونی رامبولا : لید گیتار، هم آواز
- رابی مریل : بیس
- شنون لارکین : درامز
- اندی جونز : تهیه‌کننده

## لینک‌های مرتبط
- www.godsmack.com
- www.myspace.com/godsmack
- www.smackfans.net